# Český Krumlov-i járás

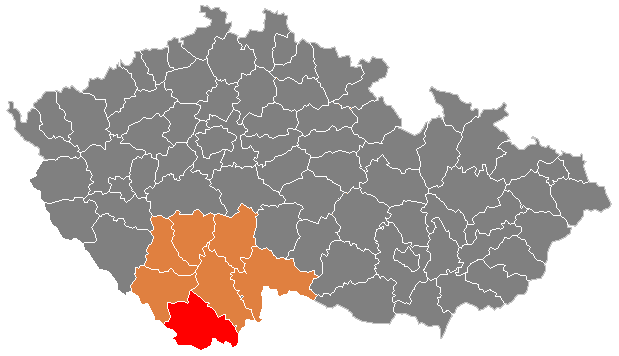
A Český Krumlov-i járás

A Český Krumlov-i járás (csehül: Okres Český Krumlov) közigazgatási egység Csehország Dél-csehországi kerületében. Székhelye Český Krumlov. Lakosainak száma 62 536 fő (2009). Területe 1615,03 km². Szomszédos járások: České Budějovice-i járás és a Prachaticei járás.

## Városai, mezővárosai és községei
A városok félkövér, a mezővárosok dőlt, a községek álló betűkkel szerepelnek a felsorolásban.
Benešov nad Černou •
Besednice •
Bohdalovice •
Boletice •
Brloh •
Bujanov •
Černá v Pošumaví •
Český Krumlov •
Chlumec •
Chvalšiny •
Dolní Dvořiště •
Dolní Třebonín •
Frymburk •
Holubov •
Hořice na Šumavě •
Horní Dvořiště •
Horní Planá •
Kájov •
Kaplice •
Křemže •
Lipno nad Vltavou •
Loučovice •
Malonty •
Malšín •
Mirkovice •
Mojné •
Netřebice •
Nová Ves •
Omlenice •
Pohorská Ves •
Polná na Šumavě •
Přední Výtoň •
Přídolí •
Přísečná •
Rožmberk nad Vltavou •
Rožmitál na Šumavě •
Soběnov •
Srnín •
Střítež •
Světlík •
Velešín •
Větřní •
Věžovatá Pláně •
Vyšší Brod •
Zlatá Koruna •
Zubčice •
Zvíkov

## Fordítás
- Ez a szócikk részben vagy egészben  a(z)   Český Krumlov District című angol Wikipédia-szócikk ezen változatának fordításán alapul.  Az eredeti cikk szerkesztőit annak laptörténete sorolja fel. Ez a jelzés csupán a megfogalmazás eredetét és a szerzői jogokat jelzi, nem szolgál a cikkben szereplő információk forrásmegjelöléseként.
- Ez a szócikk részben vagy egészben  az   Okres Český Krumlov című cseh Wikipédia-szócikk ezen változatának fordításán alapul.  Az eredeti cikk szerkesztőit annak laptörténete sorolja fel. Ez a jelzés csupán a megfogalmazás eredetét és a szerzői jogokat jelzi, nem szolgál a cikkben szereplő információk forrásmegjelöléseként.